# Le Ferré
Le Ferré är en kommun i departementet Ille-et-Vilaine i regionen Bretagne i nordvästra Frankrike. Kommunen ligger i kantonen Louvigné-du-Désert som tillhör arrondissementet Fougères-Vitré. År 2022 hade Le Ferré 727 invånare.

## Befolkningsutveckling
Antalet invånare i kommunen Le Ferré
Referens:INSEE